# In an Outrage
In an Outrage è l'ottavo album in studio del gruppo statunitense di genere heavy metal Chastain, pubblicato nel 2004.

## Tracce
1. In an Outrage – 5:13
2. Malicious Pigs – 4:59
3. Lucky to Be Alive – 4:56
4. Souls the Sun – 6:02
5. Bullet from a Gun – 4:06
6. Women Are Wicked – 5:15
7. Tortured Love – 4:29
8. New Beginnings – 5:07
9. Rule the World – 5:49
10. Hamunaptra – 6:08

## Formazione
- Kate French – voce
- David T. Chastain – chitarra, cori
- Larry Howe – batteria, cori
- Dave Starr – basso